# Ryzec ohrnutý
Ryzec ohrnutý (Lactarius resimus) je houba z čeledi holubinkovitých.

## Popis
Klobouk je velký až 20 cm, zpočátku podvinutý, potom plochý. Jeho okraj je chlupatý, nahnědlý, povrch klobouku má barvu slonové kosti. Lupeny jsou bílé s nažloutlým okrajem, přirostlé ke třeni, na který se zlehka sbíhají. Třeň je plný, rovný, holý, vysoký do 5 cm, silný do 2,5 cm, bílý s nažloutlými skvrnami. Mléko je bílé, ostré, na vzduchu žloutne.

## Výskyt
Roste v březových lesích na kyselých půdách. V Česku je velmi vzácný. Roste v létě a na podzim ve velkých skupinách.

## Podobné houby
- Ryzec ďubkovaný
- Ryzec kravský
- Ryzec chlupatý